# 捷列別日 (布羅德區)
49°56′56″N 25°3′8″E / 49.94889°N 25.05222°E
捷列別日（烏克蘭語：Теребежі），是烏克蘭西部的村莊，隸屬利維夫州的佐洛奇夫區。該村始建於600年，面積0.1平方公里，海拔高度290米，2001年人口53，人口密度每平方公里530人。